# Eva Macholánová
Eva Macholánová (* 4. června 1966 Třebíč) je česká architektka, malířka, grafička, kreslířka, filmová výtvarnice a fotografka.

## Biografie
Eva Macholánová se narodila v roce 1966 v Třebíči, je dcerou architekta Josefa Macholána. Vystudovala gymnázium T. G. Masaryka v Zastávce u Brna a následně fakultu architektury na Vysokém učení technickém v Brně, později také vystudovala Lidovou školu umění v Náměšti nad Oslavou. Po revoluci se odstěhovala do vesnice nedaleko Brna, kde pracuje ve vlastním ateliéru jako architektka nebo malířka. Věnovala se také malbě akvarelem nebo animovanému filmu.

## Výstavy

### Samostatné
- 1986, Klub mládeže Veveří, Brno
- 1988, Brno
- 1989, Rosice
- 1990, Výstavní síň kulturního a informačního střediska, Třebíč (Obrazy)
- 2007, Městská galerie Hasičský dům, Telč

### Skupinové
- 1984, Náměšť nad Oslavou
- 1985, Náměšť nad Oslavou
- 1987, Galerie Stará radnice, Brno (Trienále 14/35)
- 1988, Most (Bienále amatérské kresby a grafiky)
- 1988, Náměšť nad Oslavou
- 1989, Náměšť nad Oslavou
- 1989, Galerie Stará radnice, Brno (30 let MPVU)
- 1989, Třebíč
- 1990, Muzeum a galerie v Dačicích, Dačice (spolu s Josefem Macholánem)
- 1990, Galerie Stará radnice, Brno (Trienále 14/35)

## Ocenění
V roce 1984 získala 1. cenu za malbu na 6. trienále 15/30 v Brně, v roce 1985 získala 1. cenu v krajské přehlídce Bienále amatérské kresby a grafiky a roku 1986 2. cenu v celostátním kole. V roce 1987 pak získala 1. cenu za animovaný film v soutěži Mladá kamera v Uničově. V roce 2017 získala cenu Petra Bohunovského za akryl a tužku na plátně.